# A Kassen
A Kassen är en dansk konstnärsgrupp. 
A Kassen består av Morten Steen Hebsgaard (född 1977), Søren Petersen (född 1977), Christian Bretton-Meyer (född 1976) och Tommy Petersen (född 1975). Alla har utbildat sig på Det Kongelige Danske Kunstakademi 2007 och har parallellt utbildat sig på Städelsches Kunstinstitut i Frankfurt i Tyskland för  Tobias Rehberger och Simon Starling samt på Akademie der Bildenden Künste i München i Tyskland för Marcus Oehlen. Konstnärsgruppens namn alluderar på det danska namnet för Arbetslöshetskassa.
A Kassen fick Carnegie Art Awards tredjepris 2014 för "deras förvånansvärt ironiska ansats till målande, visat i en serie konstverk med länkar till arbetssättet inom den konceptuell konstens utforskande av förhållanden mellan objekt, bilder och språk."